# マーキュリー-ジュピター

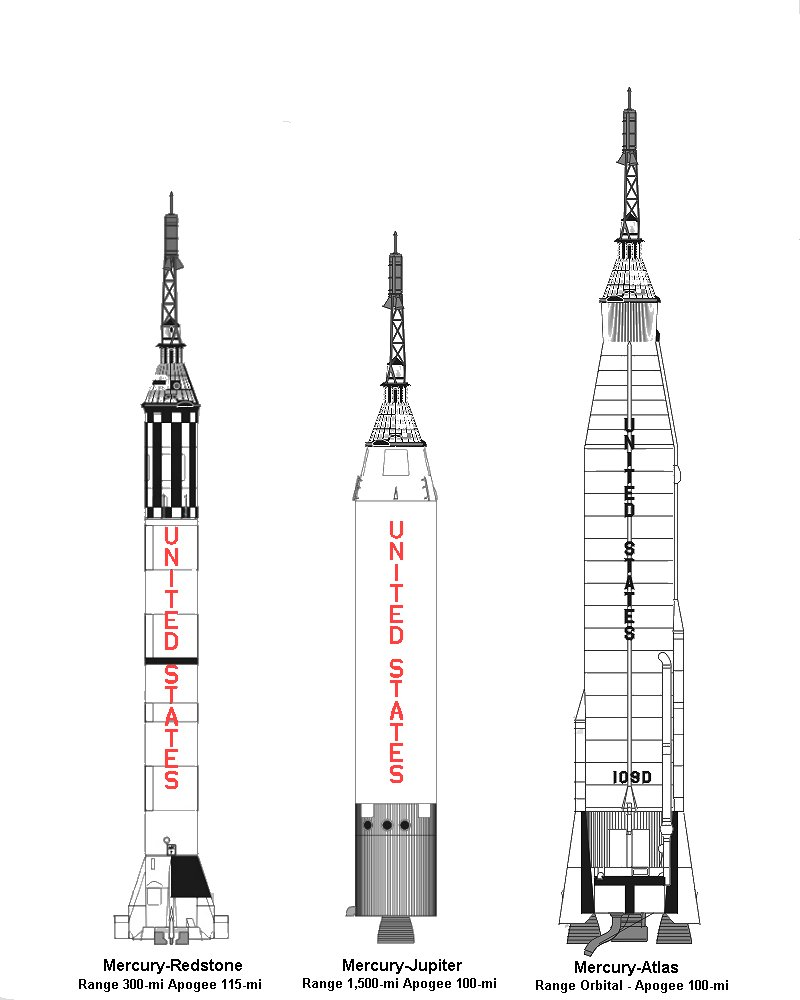
レッドストーン（左）、アトラス（右）と比較したマーキュリー-ジュピター（中央）。

マーキュリー-ジュピター（英語: Mercury-Jupiter）は、マーキュリーカプセルを搭載したジュピターミサイルで構成され、提案された弾道発射構成である。マーキュリー計画を支援するために2回の飛行が計画された。1958年10月にプログラムは開始されたが、1年も経たない1959年7月1日に予算削減によりフライトはキャンセルされた。MJ-1の飛行は熱シールドテスト、MJ-2の飛行は、チンパンジーを搭乗したマーキュリー計画の最大動圧認定試験として計画された。